# Rybaki
Rybaki, německy Schönfeld, je vesnice ve gmině Maszewo v okrese Krosno Odrzańskie v Lubušském vojvodství v západním Polsku. Leží na pravém břehu veletoku Odra u německo-polské státní hranice a v mezoregionu Dolina Środkowej Odry.

## Historie a popis
První písemné informace pocházejí z období okolo roku 1300 a pravděpodobně Rybaki byly založeny během německé kolonizace ve 13. století. Později byly mezi vlastníky vesnice šlechta a klášter. Nachází se zde jednolodní hrázděný kostel (kościół filialny pw. Najświętszego Serca Pana Jezusa) se čtyřbokou věží zastřešenou sedlovou střechou. Kostel, krerý je památkově chráněn, byl postaven v roce 1677 původně jako protestantský kostel a jeho interiér je krytý dřevěným stropem. Je zde také židovský hřbitov. Po druhé světové válce bylo původní německé obyvatelstvo odsunuto. Objev ropy na území vesnice vedl v 60. letech 20. století k založení společnosti zabývající se průzkumem ložisek ropy. Przedsiębiorstwo Poszukiwań Naftowych w Zielonej Górze. V letech 1975–1998 byly Rybaki administrativně součástí Zelenohorského vojvodství (Województwo Zielonogórskie). Působí zde fotbalový klub KS Nafta Rybaki. Nejbližším sousedním sídlem je Miłów.

## Turistika
- Dálková cyklistická trasa Szlak Zielona Odra

## Galerie

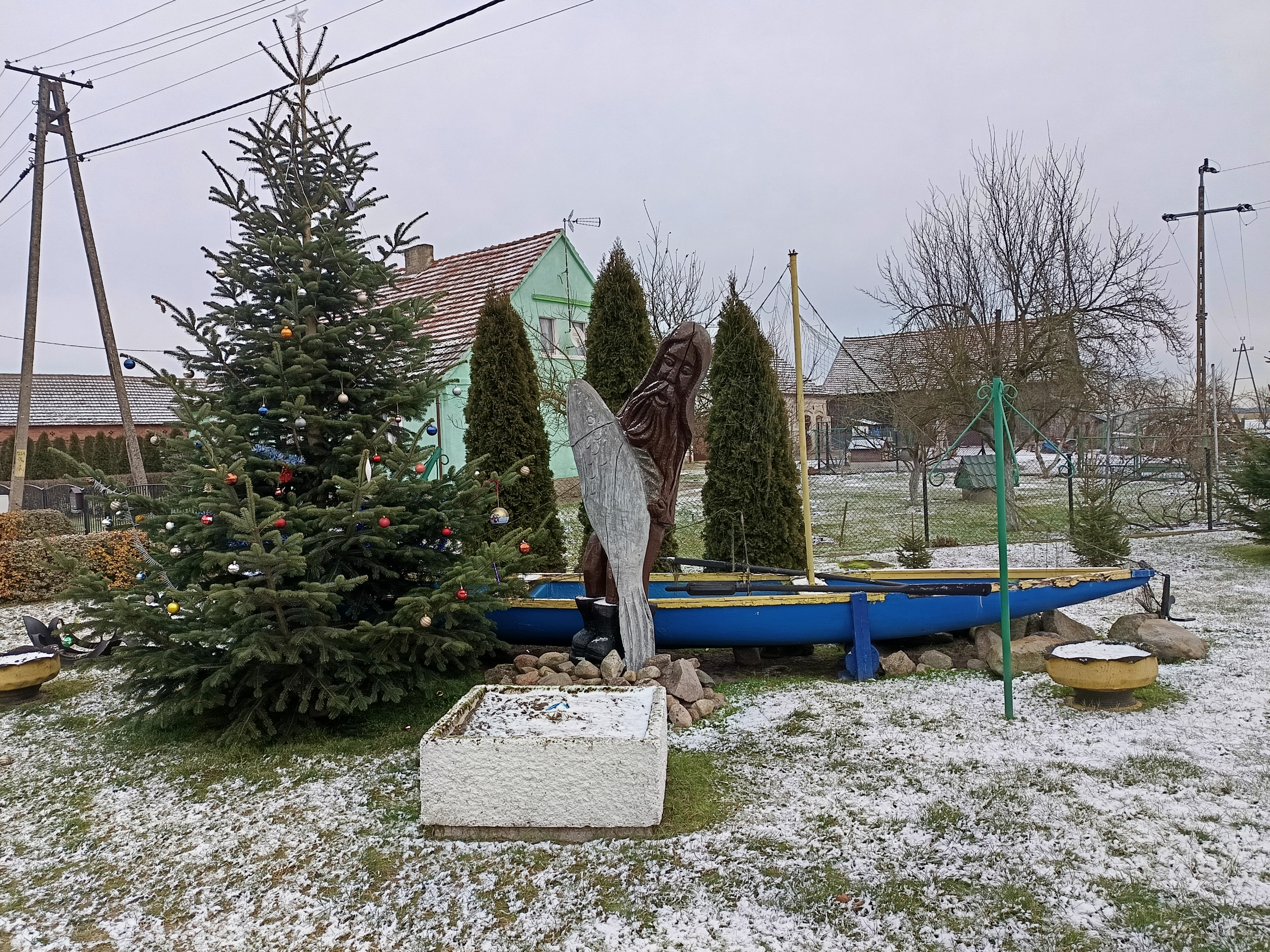
Památník ve vesnici
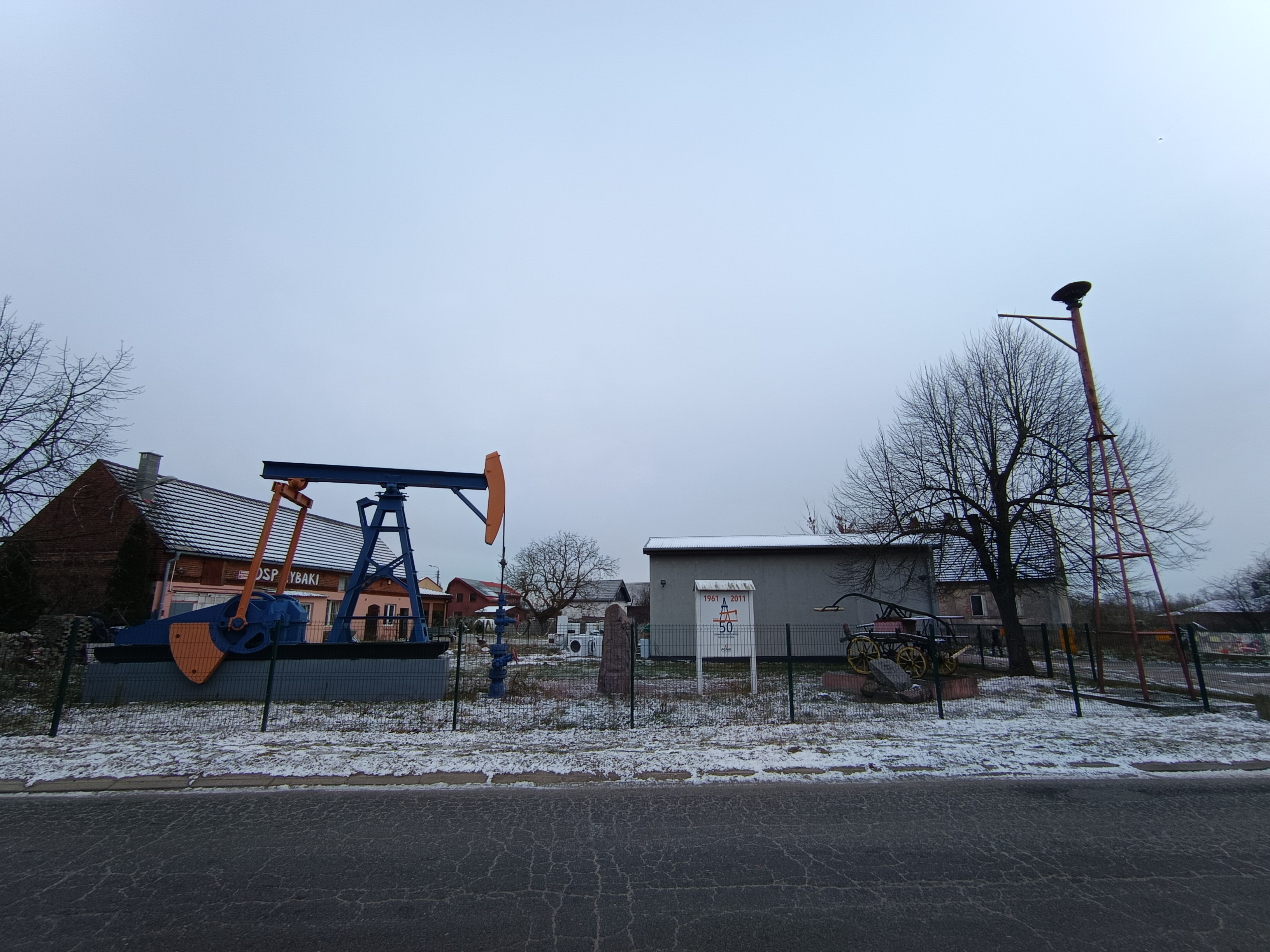
Pumpa na ropu ve vesnici